# Premio Iberoamericano de Narrativa Manuel Rojas

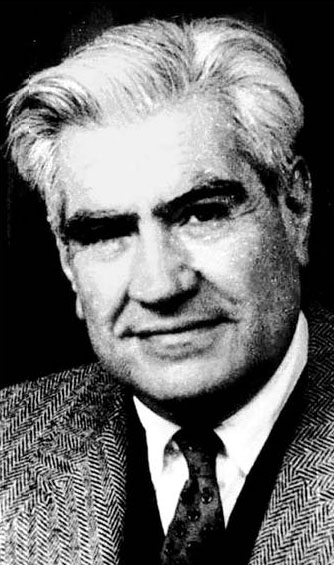
Manuel Rojas

Premio Iberoamericano de Narrativa Manuel Rojas je chilské literární ocenění, udělované každoročně za povídkovou prózu, pocházející z Iberoameriky. Laureát obdrží vedle pamětní medaile a certifikátu také finanční částku ve výši 60 000 amerických dolarů. Toto ocenění je udělováno chilskou vládní institucí, Consejo Nacional de la Cultura y las Artes, se sídlem v Santiagu de Chile, a to již od roku 2012. Cena byla pojmenována na počest chilského spisovatele, básníka Manuela Rojase (1896–1973), a to s ohledem na jeho román Hijo de ladrón (1951; česky Syn zloděje, 1976).

## Seznam laureátů
- 2023: Alejandro Zambra (Chile)

- 2021: Mempo Giardinelli (Argentina)

- 2019: María Morenová (Argentina)

- 2018: Juan Villoro (Mexiko)

- 2017: Hebe Uhartová (Argentina)[1][2][3]
- 2016: César Aira (Argentina)[4]
- 2015: Margo Glantz (Mexiko)[5]
- 2014: Horacio Castellanos Moya (Salvador)[6][7]
- 2013: Ricardo Piglia (Argentina)[8]
- 2012: Rubem Fonseca (Brazílie)[9]